# Robot phục vụ

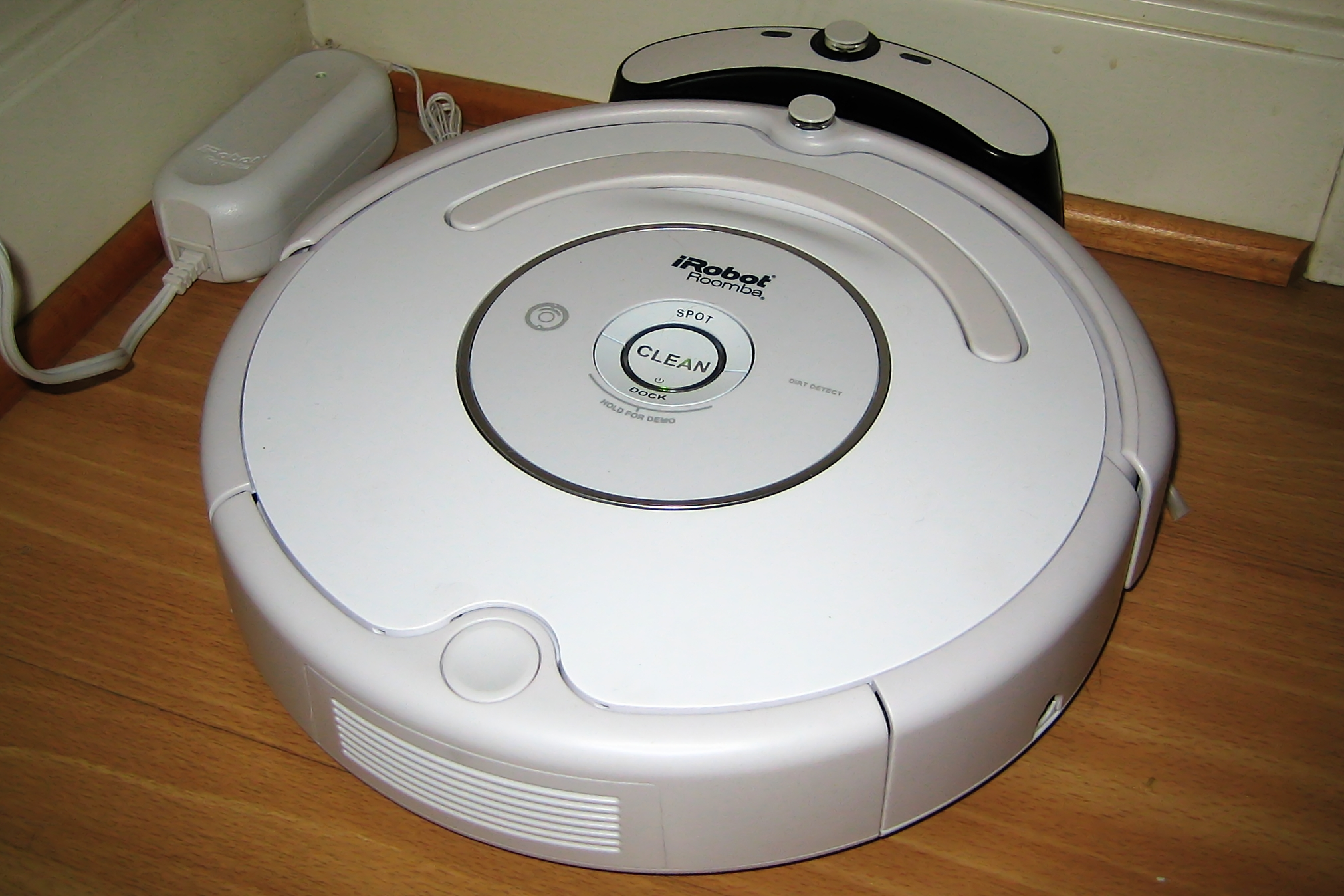
Máy hút bụi Roomba là một robot dịch vụ gia dụng

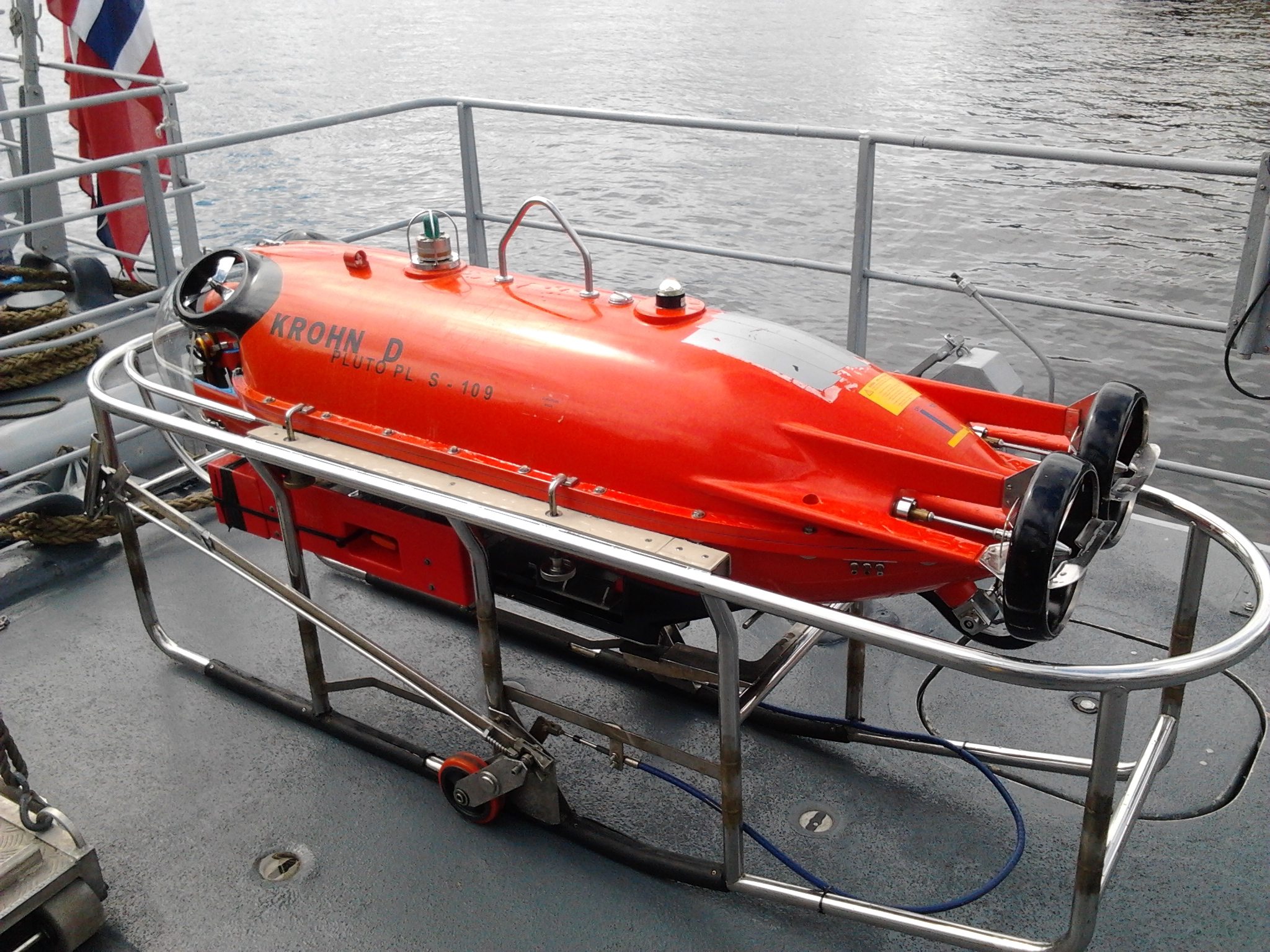
Thiết bị lặn không người lái (AUV) Pluto Plus để xác định và tiêu hủy mìn dưới nước, Trang bị của tàu săn mìn Na Uy KNM Hinnøy

Robot phục vụ hay Robot dịch vụ là robot hỗ trợ con người, thường bằng cách thực hiện công việc bẩn thỉu, đơn giản, xa xôi, nguy hiểm, hoặc lặp đi lặp lại, kể cả công việc nội trợ. Các robot này thường là tự hành và/hoặc được vận hành bởi một hệ thống điều khiển tích hợp, với các tùy chọn điều khiển bằng tay tác động đè (tác động tức thì).
Thuật ngữ "robot dịch vụ" không có định nghĩa kỹ thuật nghiêm ngặt. Liên đoàn Robot học Quốc tế (IFR) đã đề xuất định nghĩa dự kiến: "Robot dịch vụ là robot hoạt động bán hoặc hoàn toàn tự động để thực hiện các dịch vụ hữu ích cho nhu cầu của con người và thiết bị, ngoại trừ hoạt động sản xuất." 

## Các loại
Các ứng dụng có thể có của robot để hỗ trợ công việc của con người là phổ biến. Hiện nay có một vài loại chính mà các robot này rơi vào.

### Robot công nghiệp
Robot công nghiệp có thể được sử dụng để thực hiện các nhiệm vụ đơn giản như kiểm tra hàn, đến các nhiệm vụ phức tạp, môi trường khắc nghiệt hơn, chẳng hạn như trợ giúp trong việc tháo dỡ các nhà máy điện hạt nhân. Robot công nghiệp đã được Hiệp hội Robotics quốc tế xác định là "bộ điều khiển đa năng được điều khiển tự động, lập trình lại, có thể lập trình trong ba hoặc nhiều trục, có thể được cố định tại chỗ hoặc di động để sử dụng trong các ứng dụng tự động hóa công nghiệp."

### Robot gia dụng
Robot gia dụng thực hiện các nhiệm vụ mà con người thường xuyên thực hiện trong môi trường phi công nghiệp, như nhà ở của người dân chẳng hạn như làm sạch sàn nhà, cắt cỏ và bảo trì hồ bơi.
Những người khuyết tật, cũng như những người lớn tuổi, có thể sử dụng robot dịch vụ để giúp họ sống độc lập, và cũng có thể sử dụng một số robot như trợ lý hoặc quản gia.

### Robot khoa học
Các hệ thống robot thực hiện nhiều chức năng như các nhiệm vụ lặp đi lặp lại được thực hiện trong nghiên cứu. Khả năng này trải dài từ thực hiện nhiệm vụ lặp đi lặp lại, chẳng hạn thực hiện bởi bộ lấy mẫu gen và xác định trình tự, cho các hệ thống gần như có thể thay thế các nhà khoa học trong việc thiết kế và chạy thử nghiệm, phân tích dữ liệu và thậm chí đến cả việc gợi ý các giả thuyết.
Thử nghiệm của nhóm ADAM tại Đại học Aberystwyth ở xứ Wales cho thấy có thể "[tạo ra] các giả định hợp lý dựa trên thông tin được lập trình trong đó về sự trao đổi chất của men và cách thức các protein và gen hoạt động ở các loài khác. Nó đã chứng minh rằng các dự đoán của nó là chính xác." 
Các robot khoa học tự trị thực hiện các nhiệm vụ ở nơi con người khó khăn hoặc không thể tiếp cận, từ biển sâu đến không gian vũ trụ. Robot lặn (hay Thiết bị lặn không người lái, AUV) tên "Sentry" của Viện Hải dương học Woods Hole có thể xuống đến độ sâu 4.500 mét và cho phép tải trọng cao hơn vì nó không cần một tàu hỗ trợ hoặc tiếp oxy như các thiết bị lặn có người điều khiển. Robot trong không gian, ví dụ tàu nghiên cứu sao Hỏa Mars rover, có thể thực hiện lấy mẫu và chụp ảnh trong môi trường khắc nghiệt của khí quyển trên sao Hỏa.